# (300067) 2006 UB201
(300067) 2006 UB201 es un asteroide perteneciente al cinturón de asteroides, descubierto el 21 de octubre de 2006 por el equipo del Spacewatch desde el Observatorio Nacional de Kitt Peak, Arizona, Estados Unidos.

## Designación y nombre
Designado provisionalmente como 2006 UB201.

## Características orbitales
2006 UB201 está situado a una distancia media del Sol de 3,079 ua, pudiendo alejarse hasta 3,749 ua y acercarse hasta 2,410 ua. Su excentricidad es 0,217 y la inclinación orbital 16,40 grados. Emplea 1974,27 días en completar una órbita alrededor del Sol.

## Características físicas
La magnitud absoluta de 2006 UB201 es 15,6.